# Посмітюха (рід птахів)
Посмітюха (Galerida) — рід горобцеподібних птахів родини жайворонкових (Alaudidae). Представники цього роду мешкають в Євразії і Африці. В Україні мешкає один представник цього роду — посмітюха звичайна (Galerida cristata).

## Опис
Посмітюхи — середнього розміру птахи, довжина яких становить 14-19 см, а вага 18-50 г. Їм притаманні відносно довгі, міцні, загострені дзьоби, ніздрі яких прикриті пір'ям. Десяті махові пера добре помітні, пера з 6 по 8 є найдовшими і мають однакову довжину. Хвіст відносно короткий. На голові посмітюх є чуб, який може ставати дибки.

## Види
Виділяють сім видів:. 
- Посмітюха індійська (Galerida deva)
- Посмітюха іржаста (Galerida modesta)
- Посмітюха товстодзьоба (Galerida magnirostris)
- Посмітюха короткопала (Galerida theklae)
- Посмітюха звичайна (Galerida cristata)
- Посмітюха малабарська (Galerida malabarica)
- Посмітюха довгодзьоба (Galerida macrorhyncha)[3]

Відомо також два викопних види посмітюх:
- †Galerida bulgarica (пізній пліоцен, Виршець, Болгарія)[4]
- †Galerida pannonica (пліоцен, Чарнота, Угорщина)[5]

## Етимологія
Наукова назва роду Galerida походить від слова лат. galerita або avis galerita — жайворонок з чубом (посмітюха звичайна, або жайворонок польовий)